# Космос и выживание
Космос и выживание — концепция, восходящая к идее, что долгосрочное выживание человеческого вида и технологической цивилизации требует построения космической цивилизации, которая использует ресурсы космического пространства, и что отсутствие этого может привести к вымиранию человечества. Связанное с этим наблюдение заключается в том, что возможности для этого могут быть ограничены из-за уменьшения количества избыточных ресурсов, которые будут доступны со временем в результате постоянно растущего населения.
Самое раннее появление связи между исследованием космоса и выживанием человека появляется в статье Луи Холли, опубликованной в 1980 году в журнале «Foreign Affairs», в которой он заявил, что колонизация космоса будет обеспечивать безопасность человечества в случае возникновения глобальной ядерной войны. В последние годы этой идее уделялось всё больше внимания, поскольку передовые технологии в форме многоразовых ракет-носителей и комбинированных систем запуска делают доступное космическое путешествие более осуществимым.

## Риск для человечества
С космосом и выживанием человечества приходит риск для человеческого рода. Тяжёлое событие в будущем может привести к вымиранию людей, которое также известно как «экзистенциальный риск». Многолетний послужной список человечества в отношении выживания в результате стихийных бедствий позволяет предположить, что, измеряемый в течение нескольких столетий, экзистенциальный риск, создаваемый такими опасностями, довольно мал. Тем не менее, исследователи столкнулись с препятствием в изучении человеческого вымирания, поскольку человечество на самом деле никогда не уменьшалось в течение всей истории человечества. Хотя это не означает, что этого не произойдет в будущем с такими естественными экзистенциальными сценариями, как: воздействие метеоров и крупномасштабный вулканизм; и антропогенно-природные гибридные явления, такие как глобальное потепление и катастрофическое изменение климата, или даже глобальная ядерная война.
Многие из тех же самых экзистенциальных рисков для человечества также могут уничтожить часть или всю биосферу Земли. И хотя многие размышляли о жизни и интеллекте, существующем в других частях космоса, Земля — пока единственное известное человечеству место во вселенной, где существует жизнь. Со временем Земля станет необитаемой, самое позднее, когда Солнце станет красным гигантом примерно через 5 миллиардов лет. Человечество или его разумные потомки, если они всё ещё будут существовать в этот момент, должны будут покинуть Солнечную систему задолго до этого, чтобы обеспечить выживание человеческого рода.

## Космическая колония
Вымирание человечества может быть предотвращено путём улучшения физического барьера или увеличения среднего расстояния между людьми и потенциальным событием исчезновения. Например, пандемии контролируются путём помещения людей, подвергшихся воздействию, в карантин и эвакуации здоровых людей. Человеческое происхождение рода Homo сократилось с нескольких видов, сосуществующих на Земле, до одного — все остальные вымерли до конца последнего ледникового периода. Это показывает, что Homo Sapiens не застрахован от планетарной катастрофы и что выживание человека может быть лучше обеспечено за счёт колонизации космоса.
Хотя космические колонии ещё не существуют, с 2000 года люди постоянно находились в космосе благодаря Международной космической станции. Системы жизнеобеспечения, позволяющие людям жить в космосе, могут также позволить им пережить опасные события.

### Многочисленное местожительство
Расширение жилой площади человеческого вида увеличивает среднее расстояние между людьми и любым известным опасным событием. Наиболее близкие к событию люди, скорее всего, будут убиты или ранены; люди, наиболее удаленные от события, скорее всего выживут. Увеличение количества мест, где живут люди, также помогает предотвратить вымирание. Например, если на Земле произошло крупное ударное событие без предупреждения, человеческий вид мог бы вымереть; его искусство, культура и технологии будут потеряны. Однако, если бы люди ранее колонизировали места за пределами Земли, возможности для выживания и восстановления видов были бы больше.

### Возражения
Многие проблемы могут возникнуть при путешествии в космосе. Одной из самых больших проблем, которые могут повлиять на организм человека, является межзвездное излучение. Хотя магнитное поле и атмосфера Земли защищают все живые формы на планете, этого нельзя сказать о космосе. По словам исследователей из медицинского центра Университета Рочестера, радиационный эквивалент полета на Марс может вызвать серьезные повреждения мозга, такие как проблемы с когнитивными функциями и болезнь Альцгеймера.

## Оборудование

### Скафандры
Космические скафандры необходимы для выживания космонавтов в космосе; они являются наиболее важным элементом оборудования с множеством функций, помогающих защитить их от космических опасностей. Из-за того, что пространство является вакуумом, в костюмах должен быть кислород, который хранится в резервуарах, что позволяет космонавтам работать или оставаться в опасной среде в течение 6—8,5 часов, прежде чем вернуться на космический корабль. Вода также необходима для выживания в космосе, а в скафандрах имеются ёмкости для воды двух размеров — 21 или 32 унции США (620 или 950 мл), поэтому астронавты не страдают от обезвоживания вне космического корабля. Костюмы сделаны из нескольких слоёв материала; внутри этих слоёв имеются трубки, заполненные водой или жидкостью для охлаждения костюма. Костюм также изолирован, чтобы космонавт не замёрз. Несколько слоёв защищают космонавта от космической пыли, которая может перемещаться в вакууме космоса быстрее пули. Козырьки на шлемах костюма сделаны со специальным золотым вкладышем, который защищает глаза космонавта от солнечного света.

## Космическая наука
Наблюдение и изучение космоса защищают Землю, поскольку космические опасности (например, потенциально опасное сближение комет) можно увидеть заранее и, если они обнаружены достаточно рано, принять меры.

### Околоземные объекты
Околоземные объекты (ОЗО) — это астероиды, кометы и большие метеориты, которые приближаются к Земле или сталкиваются с ней. «Космический страж» — это собирательное название некоторых усилий по обнаружению и изучению ОЗО, хотя эти усилия недостаточно финансируются.

## В искусстве

### В художественной литературе
Космос как средство сохранения человеческой жизни — главная тема научной фантастики. Примеры включают в себя следующие произведения.
- В фильме 1972 года «Бегущая тишина» группа космических станций, вращающихся вокруг Сатурна, содержит остатки экосистемы Земли после того, как Земля была разрушена загрязнением.
- В рассказе 1954 года «И если я, земля, тебя забуду…» английского писателя Артура Кларка[11], люди живут на Луне после того, как Земля стала непригодной для жизни из-за ядерной войны.
- В научно-фантастическом романе американского писателя Фредерика Пола в сборнике «Путь Врат» (1990) писал: «Те, у кого есть деньги, чтобы остаться на Земле и пережить смерть могут столкнуться с препятствием на космическом корабле, который либо сделает их очень богатыми, либо убьёт».
- В 2005 году Джон Скальци в романе «Война старика» (англ. Old Man's War), писал, что сама Земля находится в состоянии завоевания, и силы колониальной обороны должны бороться за жизнь планеты на её поверхности.
- В романе Джека Вэнса «Умирающая Земля» (англ. The Dying Earth) Земля находится в далёком будущем под гигантским красным солнцем, которое вот-вот исчезнет навсегда.
- Фильм 2014 года «Интерстеллар», в котором снимались Мэтью Макконахи и Энн Хэтэуэй, следует сюжету, в котором они пытаются замедлить непригодность планеты для жизни. Профессор Бранд (Майкл Кейн), блестящий физик НАСА, работает над планами по спасению человечества путём перемещения жителей Земли в новый дом через чёрную дыру.

### В музыке
- «Outer Space Symphony» — трёхчастная песня от британской рок-группы Muse. Песня отслеживает путешествие человечества и рассказывает о трудностях и действиях, стоящих на краю земли. Первая часть (открытие) — это «скрытое признание того, что цивилизация закончится», по словам Мэтью Беллами. Также упоминается, что Часть 2 («совместная вакцинация») — это «безнадёжная надежда, что астронавты отправят другие планеты, чтобы найти и успешно мобилизовать наряду с признанием того, что это последняя надежда». Часть третья («восстановление») завершает песню и её исходный альбом «The Resistance» (2009). Заключительная часть — признание астронавтами, что вымирание Земли представляет собой непрерывный цикл, и что человечество должно изменить свой путь, чтобы спасти себя.